# Elephant Pass Road
Die Elephant Pass Road ist eine Fernstraße im Nordosten des australischen Bundesstaates Tasmanien. Sie verbindet den Esk Highway (A4) in St Marys mit dem an der Ostküste der Insel verlaufenden Tasman Highway (A3). Sie besitzt dieselbe alphanumerische Kennzeichnung wie der Esk Highway.

## Verlauf
In St Marys zweigt die Elephant Pass Road vom Esk Highway ab, der nach Nordosten über den St Marys Pass führt und auf den Tasman Highway westlich von Falmouth trifft.
Die Elephant River Road führt nach Südosten durch die Siedlung Gray und über den Elephant Pass. Sie ist in Chain of Lagoons an den Tasman Highway angebunden.